# Ninjago (seriál)
Ninjago (v anglickém originále Ninjago: Masters of Spinjitzu a od 11. řady jenom Ninjago) je kanadsko-dánský akční animovaný televizní seriál, který se soustřeďuje na dobrodružství šesti nindžů: Kai, Cole, Jay, Zane, Lloyd, Nya a jejich mistr Wu. Seriál je založený na stejnojmenné Lego sérii.

## Obsazení a postavy
| Postava    | Originální dabér                                                            | Český dabér |
| ---------- | --------------------------------------------------------------------------- | --- |
| Lloyd      | Jillian Michaels (pilot – 7. řada) Sam Vincent (8.–15. řada)                | Petr Neskusil |
| Kai        | Vincent Tong                                                                | Marek Holý (pilot – 2. řada) Martin Sobotka (3.–15. řada) |
| Cole       | Kirby Morrow (pilot – 14. řada) Andrew Francis (15. řada)                   | Petr Burian |
| Jay        | Michael Adamthwaite                                                         | Libor Bouček |
| Zane       | Brent Miller                                                                | Ladislav Cigánek |
| Nya        | Kelly Metzger                                                               | Kateřina Březinová (1.–12. řada) Martina Štastná (13.–15. řada) |
| P.I.X.A.L. | Jennifer Hayward                                                            | Anna Suchánková (3.–4. řada; epizody 84–85) Regina Řandová (5. řada) Petra Tišnovská (6.–15. řada) |
| Wu         | Paul Dobson Ostatní Caleb Skeris (batole) Madyx Whiteway (dítě)             | Miroslav Hanuš (1.–2. řada) Marcel Vašinka (3.–15. řada) Ostatní Bohdan Tůma (mladý, pilot) Radovan Vaculík (mladý; 5. řada) Martin Hruška (dítě a mladistvý; 7.–9. řada) Matěj Havelka (dítě; 11. řada) |
| Garmadon   | Mark Oliver Ostatní Kai Emmett (dítě; 9. řada) Dean Petriw (dítě; 11. řada) | Pavel Šrom Ostatní Petr Neskusil (mladý a dítě, 1. řada) Vojtěch Hájek (dítě; 9. řada) Jiří Köhler (dítě; 11. řada)                                                                                      |

## Řady a díly
| Řada                  | Název                          | Díly                  | Premiéra v USA    | Premiéra v USA     | Premiéra v ČR   | Premiéra v ČR   |
| Řada                  | Název                          | Díly                  | První díl         | Poslední díl       | První díl       | Poslední díl    |
| --------------------- | ------------------------------ | --------------------- | ----------------- | ------------------ | --------------- | --------------- |
| 0                     | pilotní díly                   | 4                     | 14. ledna 2011    | 14. ledna 2011     | 2011 (na Primě) | 2011 (na Primě) |
| 1                     | Vzestup hadích kmenů           | 13                    | 2. prosince 2011  | 11. dubna 2012     | vysíláno        | vysíláno        |
| 2                     | Zelený nindža                  | 13                    | 18. července 2012 | 21. listopadu 2012 | vysíláno        | vysíláno        |
| 3                     | Restart                        | 8                     | 29. ledna 2014    | 26. listopadu 2014 | vysíláno        | vysíláno        |
| 4                     | Turnaj živlů                   | 10                    | 23. února 2015    | 3. dubna 2015      | vysíláno        | vysíláno        |
| 5                     | Posednutí                      | 10                    | 29. června 2015   | 10. července 2015  | vysíláno        | vysíláno        |
| 6                     | V nebesích                     | 10                    | 9. června 2016    | 15. července 2016  | vysíláno        | vysíláno        |
| speciál Den zesnulých | speciál Den zesnulých          | speciál Den zesnulých | 29. října 2016    | 29. října 2016     | bude oznámeno   | bude oznámeno   |
| 7                     | Ruce času                      | 10                    | 15. května 2017   | 26. května 2017    | vysíláno        | vysíláno        |
| 8                     | Synové Garmadona               | 10                    | 20. ledna 2018    | 24. března 2018    | vysíláno        | vysíláno        |
| 9                     | Lov                            | 10                    | 11. srpna 2018    | 25. srpna 2018     | vysíláno        | vysíláno        |
| 10                    | Návrat Oni                     | 4                     | 19. ledna 2019    | 9. února 2019      | dubna 2019      | 2019            |
| 11                    | Tajemství Zakázaného Spinjitzu | 30                    | 22. června 2019   | 28. října 2019     | 2019            | 2020            |
| 12                    | Svrchovaná říše                | 16                    | 21. března 2020   | 2. května 2020     | 2020            | 2020            |
| 13                    | Pán hory                       | 16                    | 6. července 2020  | 24. července 2020  | 2020            | 2020            |
| minisérie Ostrov      | minisérie Ostrov               | 4                     | 7. března 2021    | 14. března 2021    | 2021            | 2021            |
| 15                    | Na moři                        | 16                    | 4. dubna 2021     | 30. dubna 2021     | 2021            | 2021            |
| 16                    | Krystalizování                 | 30                    | 20. května 2022   | 1. října 2022      | 2022            | 2022            |